# Швец, Карл
Карл Швец (нем. Karl Svec; 5 июня 1949, Вена — 7 августа 2016) — австрийский музыкальный педагог и перкуссионист.
Учился в Венской академии музыки, ученик Рихарда Хохрайнера (ударные) и Хайнца Зандауэра (эстрадная музыка). В 1967—1984 гг. играл в оркестре театра Ан дер Вин. Одновременно сотрудничал с заметными австрийскими поп-исполнителями, в том числе с Марианне Мендт и Райнхардом Фендрихом.
С 1983 г. и до конца жизни возглавлял венскую Консерваторию имени Шуберта, преподавал ударные инструменты и гармонию, с 1992 г. руководил консерваторским оркестром. С 2004 г. профессор.